# Léopold Roosemont
Léopold Roosemont (Oppuurs, Sint-Amands, 14 de maig de 1909 - Reet, Rumst, 21 de febrer de 1963) va ser un ciclista belga que va ser professional entre 1931 i 1938.

## Palmarès
- 1933
  - 2n a la Lieja-Bastogne-Lieja

### Resultats al Tour de França
- 1933. Exclòs a la 8a etapa.